# Luise Mewis
Luise Mewis (* 18. Juli 1864 in Dobberkau; † 2. März 1947 in Insel (Altmark)) war eine Altmärker Heimatdichterin.
Mewis gründete im September 1914 den Verein „Frauenhilfe“ und im Oktober 1914 den Jungfrauenverein in Insel. Als Vorsitzende dieser Vereine prägte sie das Dorfleben. Im Ersten Weltkrieg erfolgte eine intensive Soldatenbetreuung. Durch ihre umfangreichen Aktivitäten war sie zu ihrer Zeit eine über die Altmark hinaus bekannte Heimatdichterin und Patriotin. Ein Teil ihrer Arbeiten verfasste sie in altmärkischer plattdeutscher Mundart.
Zu ihren Ehren wurde im heute zur Stadt Stendal gehörenden Dorf Insel eine Straße nach Luise Mewis benannt. Am Dorffriedhof im Umfeld der Dorfkirche Insel befindet sich eine an Mewis erinnernde Gedenktafel.

## Werke
- Heideblumen. 1915.
- Heimatzauber, Heimatglaube. 1930.